# Megacriodes forbesii
Megacriodes forbesii är en skalbaggsart som beskrevs av Waterhouse 1881. Megacriodes forbesii ingår i släktet Megacriodes och familjen långhorningar. Inga underarter finns listade i Catalogue of Life.